# Батіжок (притока Мурашки)
Батіжок — річка в Україні, у Жмеринському та Шаргородському районах Вінницької області. Ліва притока Мурашки (басейн Дністра).

## Опис
Довжина 10 км, похил річки — 6,2 м/км. Формується з багатьох безіменних струмків та 2 водойм. Площа басейну 33 км².

## Розташування
Бере початок на південно-східній стороні від села Носківці. Тече переважно на південний схід через села Телелинці, Мовчани. На східній околиці села Андріївка впадає в річку Мурашку, праву притоку Мурафи.